# قصعين زائدي
قصعين زائدي (الاسم العلمي:Salvia appendiculata) هو نوع من النباتات يتبع جنس القصعين من الفصيلة الشفوية.